# 細梅三郎

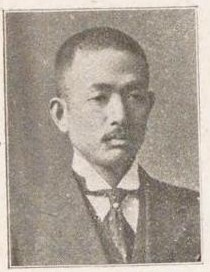
細梅三郎

細梅 三郎（ほそめ さぶろう、1874年（明治7年）8月18日 - 1951年（昭和26年）7月31日）は、明治から昭和期の農業経営者、政治家。衆議院議員、山形県北村山郡楯岡町長。ブラジル移民としてサンパウロ州に渡り同地で没した。

## 経歴
山形県村山郡楯岡村（北村山郡楯岡村、楯岡町を経て現村山市楯岡）で、細梅勘六、タニの長男として生れた。1900年（明治33年）1月、家督を相続した。同年、宮城農学校（現宮城県農業高等学校）農科を卒業し、1903年（明治36年）7月、早稲田大学政治経済科を卒業した。農業を営む。
1903年、北村山郡会議員に選出され同議長も務めた。1905年（明治38年）楯岡町長に就任。1907年（明治40年）9月、山形県会議員に選出され、1911年（明治44年）9月まで1期在任した。
1912年（明治45年）5月、第11回衆議院議員総選挙で山形県郡部から立憲政友会所属で出馬して初当選。1915年（大正4年）3月の第12回総選挙（山形県郡部、立憲政友会）でも再選された。1924年（大正13年）5月の第15回総選挙（山形県第6区、立憲政友会）で再選され、衆議院議員に通算3期在任した。1925年（大正14年）5月25日に衆議院議員を辞職した。
開拓を志し、最上郡に水田を設けて、二男、三男を入植させ、明治末期には満州奉天北陵農場を開拓した。
1931年（昭和6年）楯岡町長に再任され、上水道を新設した。その工事が1933年（昭和8年）に完成すると、七男五女のうち六男一女と共にブラジルサンパウロ州に移住し、綿花栽培を主とする農場を経営した。1951年7月、同地で直腸癌のため死去した。